# Lista odcinków serialu anime Ognistooka Shana
Poniżej znajduje się lista odcinków serii animowanych będących adaptacją serii light novel zatytułowanej Ognistooka Shana (jap. 灼眼のシャナ Shakugan no Shana), napisanej przez Yashichiro Takahashiego i zilustrowanej przez Noizi Ito. Wszystkie odcinki, a także film pełnometrażowy, zostały wyprodukowane przez studio J.C.Staff.

## Ognistooka Shana(jap.灼眼のシャナShakugan no Shana)(2005–2006)
Reżyserem serii był Takashi Watanabe, scenariusz napisał Yasuko Kobayashi, a dyrektorem animacji był Mai Otsuka. Dyrektorem dźwięku był Jin Aketagawa, a muzykę do serialu skomponował Kow Otani. 
Premierowe odcinki serii były emitowane na kanale TV Kanagawa od 6 października 2005 roku do 23 marca 2006 roku. Seria ta została później wydana przez Geneon Universal Entertainment na ośmiu płytach DVD od 25 stycznia do 25 sierpnia 2006 roku. W Polsce seria ta została wydana bezpośrednio na DVD przez Anime Gate w latach 2007-2008 pod tytułem Ognistooka Shana na czterech płytach, który miały swoją premierę kolejno: 10 września 2007 roku (odcinki 1-6), 17 stycznia 2008 (odcinki 7-12), 14 lutego 2008 (odcinki 13-18) oraz 14 marca 2008 roku (odcinki 19-24).
| N/o | Tytuł odcinka                                                                                     | Główny reżyser animacji    | Premiera             | Premiera w Polsce |
| --- | ------------------------------------------------------------------------------------------------- | -------------------------- | -------------------- | ----------------- |
| 1   | Coś się kończy, coś się zaczyna Subete no owari, hitotsu no hajimari (全ての終わり, 一つの始まり) | Mai Otsuka                 | 6 października 2005  | 10 września 2007  |
| 2   | Światło płomienia Tomoru honō (灯る炎)                                                            | Mai Otsuka                 | 13 października 2005 | 10 września 2007  |
| 3   | Pochodnia i Flame Haze Tōchi to Fureimu Heizu (トーチとフレイムヘイズ)                            | Fujii Masahiro             | 20 października 2005 | 10 września 2007  |
| 4   | Pojedynek Flame Haze Madoi no Fureimu Heizu (惑いのフレイムヘイズ)                                | Mai Otsuka                 | 27 października 2005 | 10 września 2007  |
| 5   | Uczucia Sorezore no omoi (それぞれの想い)                                                         | Fujii Masahiro             | 3 listopada 2005     | 10 września 2007  |
| 6   | Konfrontacja Kousaku hatsudō taiketsu (交錯·発動·対決)                                            | Mai Otsuka                 | 10 listopada 2005    | 10 września 2007  |
| 7   | Dwie Flame Haze Futari no Fureimu Heizu (二人のフレイムヘイズ)                                    | Fujii Masahiro             | 17 listopada 2005    | 17 stycznia 2008  |
| 8   | Ukochana Margery Uruwashi no goburetto (麗しのゴブレット)                                         | Mai Otsuka                 | 24 listopada 2005    | 17 stycznia 2008  |
| 9   | Basen miłości i pragnień Koi to yokubō no pūrusaido (恋と欲望のプールサイド)                      | Fujii Masahiro             | 1 grudnia 2005       | 17 stycznia 2008  |
| 10  | Poplątane uczucia Karamaru omoi (絡まる想い)                                                      | Mai Otsuka                 | 8 grudnia 2005       | 17 stycznia 2008  |
| 11  | Yūji, Shana i pocaunek Yūji to Shana to kisu (悠二とシャナとキス)                                 | Fujii Masahiro             | 15 grudnia 2005      | 17 stycznia 2008  |
| 12  | Kwiecista kołyska Yurikago ni hana wa saite (ゆりかごに花は咲いて)                                | Mai Otsuka                 | 22 grudnia 2005      | 17 stycznia 2008  |
| 13  | Wojna Shany i Kazumi Kōsha ura no sensenfukoku (校舎裏の宣戦布告)                                 | Fujii Masahiro             | 5 stycznia 2006      | 13 lutego 2008    |
| 14  | Przyjaciel Idai naru mono (偉大なる者)                                                            | Mai Otsuka                 | 12 stycznia 2006     | 13 lutego 2008    |
| 15  | Dzień narodzin Honō no umareta hi (炎の生まれた日)                                                | Mai Otsuka, Fujii Masahiro | 19 stycznia 2006     | 13 lutego 2008    |
| 16  | Płomiennowłosa, Ognistooka Wojowniczka Empatsushakugan no uchite (炎髪灼眼の討ち手)               | Mai Otsuka                 | 26 stycznia 2006     | 13 lutego 2008    |
| 17  | Nowy początek Aratanaru joshō (新たなる序章)                                                      | Fujii Masahiro             | 2 lutego 2006        | 13 lutego 2008    |
| 18  | Zawiedzione nadzieje Kudakeru negai (砕ける願い)                                                  | Mai Otsuka                 | 9 lutego 2006        | 13 lutego 2008    |
| 19  | W sercu bitwy Tatakai no naka de (戦いの中で)                                                     | Fujii Masahiro             | 16 lutego 2006       | 14 marca 2008     |
| 20  | Okrutna Wilhelmina Hijō no Viruherumina (非情のヴィルヘルミナ)                                    | Mai Otsuka                 | 23 lutego 2006       | 14 marca 2008     |
| 21  | Rozbieżne oczekiwania Tōzakaru omoi (遠ざかる想い)                                                | Fujii Masahiro             | 2 marca 2006         | 14 marca 2008     |
| 22  | Migocący płomień Yuragu honō (揺らぐ炎)                                                           | Mai Otsuka                 | 9 marca 2006         | 14 marca 2008     |
| 23  | Bitwa w Gwiezdnym Pałacu Seireiden no tatakai (星黎殿の戦い)                                      | Fujii Masahiro             | 16 marca 2006        | 14 marca 2008     |
| 24  | Ogniste uczucie Guren no omoi (紅蓮の想い)                                                        | Mai Otsuka                 | 23 marca 2006        | 14 marca 2008     |

## Shakugan no Shana SP(jap.灼眼のシャナSP)(2006)
Wyprodukowano także jednoodcinkową OVA, której akcja rozgrywa się po wydarzeniach z 13. odcinka pierwszej serii. DVD zostało wydane 8 grudnia 2006 roku.
| N/o      | Tytuł odcinka                                                                                            | Premiera       |
| -------- | --- | -------------- |
| 13.5 OVA | Shakugan no Shana tokubetsu-hen koi to onsen no kōgai gakushū! (灼眼のシャナ 特別編 恋と温泉の校外学習!) | 8 grudnia 2006 |

## Film pełnometrażowyShakugan no Shana(jap.灼眼のシャナ)(2007)
Film pełnometrażowy obejmuje fabułę pierwszego tomu light novel. Miał swoją premierę w kinach Japonii 21 kwietnia 2007 roku i był jednym z trzech filmów pokazanych w ramach Festiwalu filmowego Dengeki bunko. Wersja filmu pokazana w kinie trwa 65 minut, a wersja reżyserska, wydana później na DVD, trwa 90 minut. Film został wydany na DVD 21 września 2007 roku w wersji zwykłej jak i specjalnej.

## Shakugan no Shana Second(jap.灼眼のシャナⅡ)(2007–2008)
Drugi sezon anime był emitowany na kanale MBS od 5 października 2007 roku do 28 marca 2008 roku. Serię tę wydano później na DVD na ośmiu osobnych płytach wydawanych od 25 stycznia do 29 sierpnia 2008.
| N/o | Tytuł odcinka                                   | Premiera             |
| --- | ----------------------------------------------- | -------------------- |
| 01  | Futatabi no koku (再びの刻)                     | 5 października 2007  |
| 02  | Subete no joshō (全ての序章)                    | 12 października 2007 |
| 03  | Giwaku no tenkōsei (疑惑の転校生)               | 19 października 2007 |
| 04  | Urei no shōjotachi (憂いの少女達)               | 26 października 2007 |
| 05  | Kazoku no shokutaku (家族の食卓)                | 2 listopada 2007     |
| 06  | Shiren no zenya (試練の前夜)                    | 9 listopada 2007     |
| 07  | Ike Hayato, eikō no hi (池速人, 栄光の日)       | 16 listopada 2007    |
| 08  | Kako e no tobira (過去への扉)                   | 23 listopada 2007    |
| 09  | Kanashimi no Milestone (悲しみのマイルストーン) | 30 listopada 2007    |
| 10  | Kaettekita otoko (帰って来た男)                 | 7 grudnia 2007       |
| 11  | Yakusoku no futari (約束の二人)                 | 14 grudnia 2007      |
| 12  | Seishū sai hajimaru (清秋祭始まる)              | 21 grudnia 2007      |
| 13  | Shūsoku, soshite kizashi (収束, そして兆し)     | 11 stycznia 2008     |
| 14  | Eien no koibito (永遠の恋人)                    | 18 stycznia 2008     |
| 15  | Kakusei (覚醒)                                  | 25 stycznia 2008     |
| 16  | Tsukisenu omoi (つきせぬ想い)                   | 1 lutego 2008        |
| 17  | Sorezore no michi (それぞれの道)                | 8 lutego 2008        |
| 18  | Sakusō no Yūji (錯綜の悠二)                     | 15 lutego 2008       |
| 19  | Ienakatta koto (言えなかったこと)               | 22 lutego 2008       |
| 20  | Akaneiro no shitō (茜色の死闘)                  | 29 lutego 2008       |
| 21  | Awaseru chikara (合わさる力)                    | 7 marca 2008         |
| 22  | Christmas Eve (クリスマス・イヴ)                | 14 marca 2008        |
| 23  | Kinan no taidō (危難の胎動)                     | 21 marca 2008        |
| 24  | Mamoru beki mono (守るべきもの)                 | 27 marca 2008        |

## Shakugan no Shana S(jap.灼眼のシャナS)(2009–2010)
Ta czteroodcinkowa seria OVA została wydana na czterech osobnych płytach, zarówno w formacie DVD jak i Blu-ray, od 23 października 2009 roku do 29 września 2010 roku.
| N/o | Tytuł odcinka                                          | Premiera             |
| --- | ------------------------------------------------------ | -------------------- |
| 1   | Reshuffle Rishaffuru (リシャッフル)                    | 23 października 2009 |
| 2   | Domicile Domisairu (ドミサイル)                        | 26 lutego 2010       |
| 3   | Overture (zenpen) Ōbāchua zenpen (オーバーチュア 前編) | 25 czerwca 2010      |
| 4   | Overture (kōhen) Ōbāchua kōhen (オーバーチュア 後編)   | 29 września 2010     |

## Shakugan no Shana III Final(jap.灼眼のシャナIII -Final-)(2011–2012)
Finałowa seria została wyemitowana od 8 października 2011 roku do 24 marca 2012 roku na kanale Tokyo MX. Została później wydana na ośmiu płytach w formacie zarówno DVD jak i Blu-Ray od 22 grudnia 2011 roku do lipca 2012 roku.
| N/o | Tytuł odcinka                                   | Premiera             |
| --- | ----------------------------------------------- | -------------------- |
| 01  | Ushinawareta sonzai (失われた存在)              | 8 października 2011  |
| 02  | Kitaru beki mono (来るべきもの)                 | 15 października 2011 |
| 03  | Tabidatsu tame ni (旅立つために)                | 22 października 2011 |
| 04  | Saikai to, kaikou to (再会と、邂逅と)           | 29 października 2011 |
| 05  | Toraware no Flame Haze (囚われのフレイムヘイズ) | 5 listopada 2011     |
| 06  | Тenohira no naka ni (掌のなかに)                | 12 listopada 2011    |
| 07  | Shin mon (神門)                                 | 19 listopada 2011    |
| 08  | Kaisen (開戦)                                   | 26 listopada 2011    |
| 09  | Serei-den dono e (星黎殿へ)                     | 3 grudnia 2011       |
| 10  | Kōsaten (交差点)                                | 10 grudnia 2011      |
| 11  | Kikoeru omoi (聞こえる、想い)                   | 17 grudnia 2011      |
| 12  | Chikai no kotoba (誓いの言葉)                   | 24 grudnia 2011      |
| 13  | Hazama e to hazama kara (狭間へと、狭間から)    | 7 stycznia 2012      |
| 14  | Taimei senpu (大命宣布)                         | 14 stycznia 2012     |
| 15  | Uchū no haisō (雨中の敗走)                      | 21 stycznia 2012     |
| 16  | Futatabi tatakai e (再び、戦いへ)               | 29 stycznia 2012     |
| 17  | Tagatameni (誰が為に)                           | 4 lutego 2012        |
| 18  | Tōsō no uzu (闘争の渦)                          | 11 lutego 2012       |
| 19  | Kaze ga yobu mono (彩飄が呼ぶもの)              | 18 lutego 2012       |
| 20  | Sekai no tamago (世界の卵)                      | 25 lutego 2012       |
| 21  | Hitotsu no ri (一つの理)                        | 3 marca 2012         |
| 22  | Ihōjin no yume (異邦人の夢)                     | 10 marca 2012        |
| 23  | Kami no yume (神の夢)                           | 17 marca 2012        |
| 24  | Hate yori hiraku (涯てより開く)                 | 24 marca 2012        |